# Nils Gelbjerg-Hansen
Nils Gelbjerg-Hansen (teilweise auch Niels Gelbjerg; * 7. Oktober 1968 in Kopenhagen) ist ein ehemaliger dänischer Skirennläufer.

## Karriere
Gelbjerg-Hansen gab sein internationales Renndebüt bei den Weltmeisterschaften 1991 in Saalbach-Hinterglemm. Dort erreichte er den 47. Platz im Riesenslalom, während er hingegen im Slalom ausschied.
1992 nahm er als erster dänischer Skirennläufer an Olympischen Winterspielen teil. Bei den Wettkämpfen in Albertville gelang ihm mit Rang 45 im Riesenslalom seine beste Platzierung bei einem internationalen Großereignis.
Danach trat Gelbjerg-Hansen nicht mehr als Rennläufer in Erscheinung.

## Erfolge

### Olympische Winterspiele
- Albertville 1992: 45. Riesenslalom, DNF Slalom

### Weltmeisterschaften
- Saalbach-Hinterglemm 1991: 47. Riesenslalom, DNF Slalom